# Vještičina lijeska
Vještičina lijeska (hamamelis, palijeska, lat. Hamamelis), rod od nekoliko vrsta grmlja i drveća iz porodice seletnicovki ili paljeskovki (Hamamelidaceae)raširen po dijelovioma Azije (Kina, Japan, Koreja) i Sjeverne Amerike (Alabama, Illinois,  sjeveroistočni Meksiko, Mississippi i Tennessee). 
Vrste roda poznate su po svojoj ljekovitosti, pa se koriste u medicini i kozmetici

## Vrste
1. Hamamelis japonica Sieb. & Zucc.
2. Hamamelis mollis Oliv.
3. Hamamelis ovalis S.W.Leonard
4. Hamamelis vernalis Sarg.
5. Hamamelis virginiana L.